# Simon Bärtschi
Simon Bärtschi (* 1969) ist ein Schweizer Journalist. Er ist Leiter der Publizistik beim Schweizer Medienhaus Tamedia. Zuvor war er Chefredaktor der BZ Berner Zeitung sowie Chefredaktor der Redaktion BZ/ Der Bund in Bern. 

## Werdegang
Simon Bärtschi hat nach einem Lehrerdiplon in Bern an der Universität Bern Geographie und Medienwissenschaften studiert, bevor er in den News-Journalismus einstieg. Später hat er an der Graduate School of Journalism der Columbia University in New York das Sulzberger Executive Leadership Program absolviert. Er war von 2001 bis 2003 Redaktor bei der Aargauer Zeitung in Baden, danach Newsredaktor und Nachrichtenchef (ab 2007) der SonntagsZeitung von Tamedia in Zürich, 2010 wurde er stellvertretender Chefredaktor der SonntagsZeitung. 2016/2017 war Bärtschi Mitglied der Chefredaktion von Tages-Anzeiger und SonntagsZeitung in Zürich. Ab Anfang 2019 führte er die BZ Berner Zeitung in Bern als Chefredaktor. Ebenso leitete er die Redaktion von BZ Berner Zeitung, Der Bund. Ab September 2023 gehören auch die Redaktionen von Thuner Tagblatt und Berner Oberländer zur Berner Redaktion. Im März 2024 wurde Bärtschi an die Spitze der Tamedia-Redaktionen und die Geschäftsleitung der Tamedia berufen. Als Leiter der Publizistik führt er die Chefredaktionen der Tamedia-Bezahltitel, darunter der Tages-Anzeiger, BZ Berner Zeitung, Basler Zeitung sowie 24 heures.